# SMS Sachsen (1878)
El SMS Sachsen (Sajonia) fue el primer buque de su clase de cuatro fragatas acorazadas de la Armada Imperial Alemana. Sus buques gemelos fueron el Bayern, Würtemberg y Baden. El Sachsen fue construido en el astillero AG Vulcan en Stettin. Fue puesto en grada en abril de 1875, botado el 21 de julio de 1877 y puesto en servicio el 21 de octubre de 1878. El barco estaba armado con una batería principal de seis cañones de 260 mm (10,2 plg) en montajes abiertos individuales.
El Sachsen se construyó cuando la marina alemana se ocupaba principalmente de la defensa costera contra las flotas francesa o rusa. El barco participó en maniobras rutinarias de la flota durante toda su carrera activa. En su último ejercicio de flota de este tipo, en 1901, embistió y hundió accidentalmente al aviso SMS Wacht. Al año siguiente, el Sachsen fue puesto en reserva y en 1911, fue utilizado como carguero para la flota. El barco finalmente fue desguazado en 1919, tras la derrota alemana en la Primera Guerra Mundial.